# Glitterkolibri
Glitterkolibri (Selasphorus scintilla) är en fågel i familjen kolibrier.

## Utbredning och systematik
Fågelns utbredningsområde är fuktiga bergsskogar i Costa Rica och västra Panama. Den behandlas som monotypisk, det vill säga att den inte delas in i några underarter.

## Status
Trots det begränsade utbredningsområdet och att den tros minska i antal anses beståndet vara livskraftigt av internationella naturvårdsunionen IUCN. 

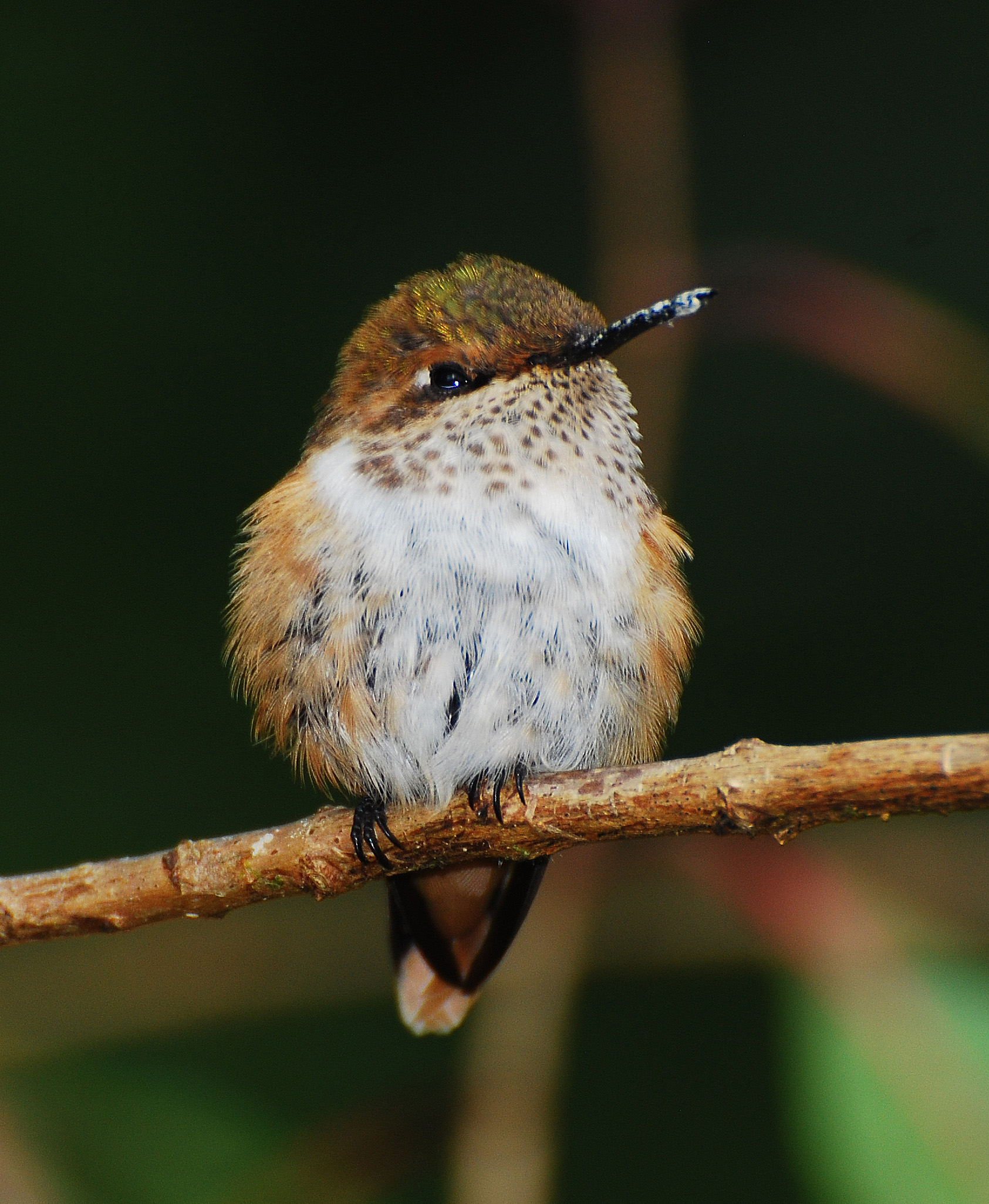